# Weimarer Zwiebelmarkt
Der Weimarer Zwiebelmarkt (mundartlich auch Zippelmarkt) ist eine traditionelle Veranstaltung, die alljährlich am zweiten Oktoberwochenende in Weimar abgehalten wird. Im Laufe der Zeit wandelte er sich von einem Markt für Obst und Feldfrüchte zu einem Volksfest mit bis zu 360.000 Besuchern.

## Organisation

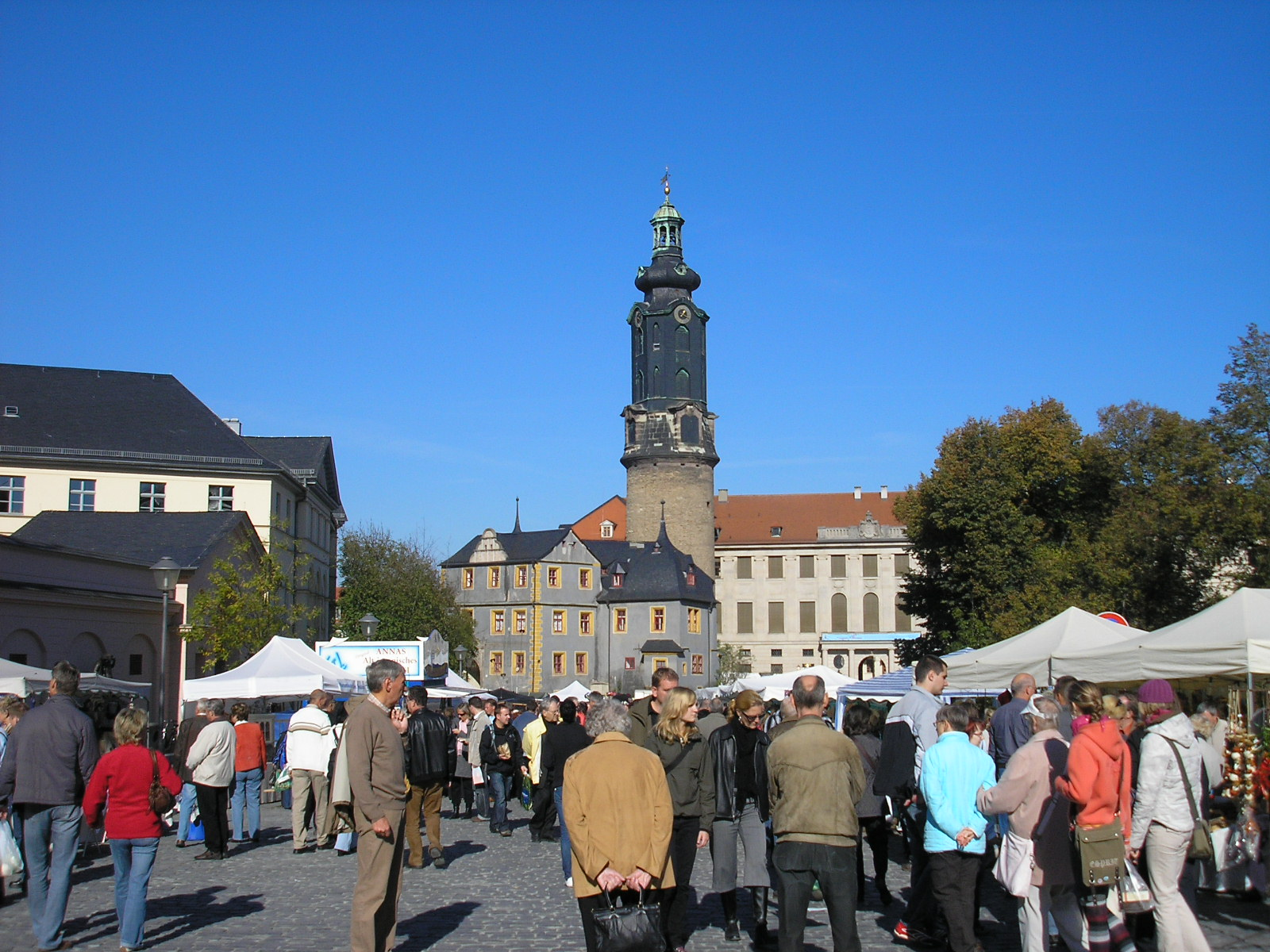
Auf dem Zwiebelmarkt vorm Schloss 2007

Der Weimarer Zwiebelmarkt geht in seinen Ursprüngen wahrscheinlich auf das Mittelalter zurück, erstmals erwähnt wurde er am 4. Oktober 1653 als „Viehe- und Zippelmarkt“.
1872 wurde seine Dauer auf ein bis drei Tage im Oktober festgelegt. Nach 1900 wurde er auf einen Tag begrenzt, 1949 wurde als Termin der zweite Samstag im Oktober festgelegt. Erst seit den 1990er Jahren wird er wieder über drei Tage abgehalten.
Der Zwiebelmarkt fand ursprünglich am Frauenplan und in der heutigen Schillerstraße statt, erstreckt sich jedoch mittlerweile über die gesamte Altstadt. Auf fünf großen Bühnen und mehreren kleineren werden von ca. 500 Künstlern verschiedene Programme geboten und ca. 600 Stände laden zum Essen und Einkaufen ein.
Gastronomischer Schwerpunkt des Zwiebelmarkts ist der Verkauf von Zwiebelkuchen und Federweißem. Ein beliebtes Souvenir sind kunstvoll geflochtene Zwiebelzöpfe aus Zwiebeln und Trockenblumen.
Seit dem Jahr 1990 gehört auch der Weimarer Stadtlauf über elf Kilometer zum alljährlichen Programm, an dem mehr als 2000 Läufer teilnehmen.
Im Vorfeld des Zwiebelmarktes wird eine Zwiebelmarktkönigin gewählt.
Die Stadt Weimar lässt während der Veranstaltung aufgrund der nur begrenzt vorhandenen Parkplätze in der Innenstadt einen Shuttle Service zwischen dem Parkplatz Humboldstraße P+R und der Hoffmann-von-Fallersleben-Straße/Busbahnhof von der Personenverkehrsgesellschaft Weimarer Land einrichten.
→ siehe auch Personenverkehrsgesellschaft Weimarer Land#Zwiebelmarkt-Shuttle